# Karuppur
Karuppur là một thị xã panchayat của quận Salem thuộc bang Tamil Nadu, Ấn Độ.

## Nhân khẩu
Theo điều tra dân số năm 2001 của Ấn Độ, Karuppur có dân số 13.003 người. Phái nam chiếm 52% tổng số dân và phái nữ chiếm 48%. Karuppur có tỷ lệ 60% biết đọc biết viết, cao hơn tỷ lệ trung bình toàn quốc là 59,5%: tỷ lệ cho phái nam là 70%, và tỷ lệ cho phái nữ là 50%. Tại Karuppur, 12% dân số nhỏ hơn 6 tuổi.